# Verhoogde lijstgevel

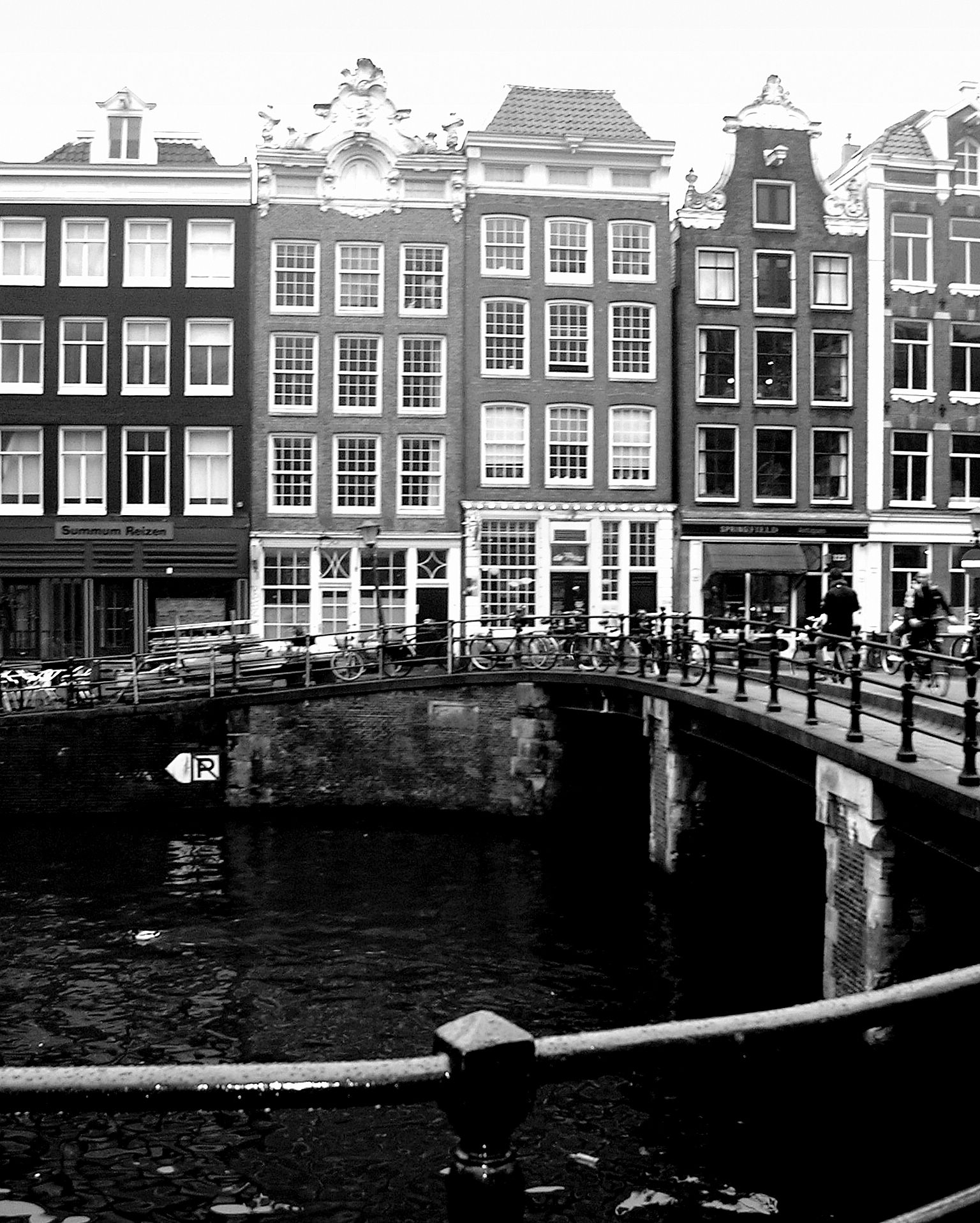
Tweede gebouw van links heeft een verhoogde lijstgevel

Een verhoogde lijstgevel is een variant op de 'gewone' lijstgevel. Het verschil is dat de verhoogde lijstgevel een hogere kroonlijst (meestal met frontons) heeft.  De gevel zorgt ervoor dat het dak van het pand niet zichtbaar is. Bij een lijstgevel is in veel gevallen het dak wel zichtbaar. Verhoogde lijstgevels werden tussen 1700 en 1775 veel toegepast. Voorbeelden van verhoogde lijstgevels zijn onder andere in Amsterdam en Leiden te vinden. 